# Вотерфон

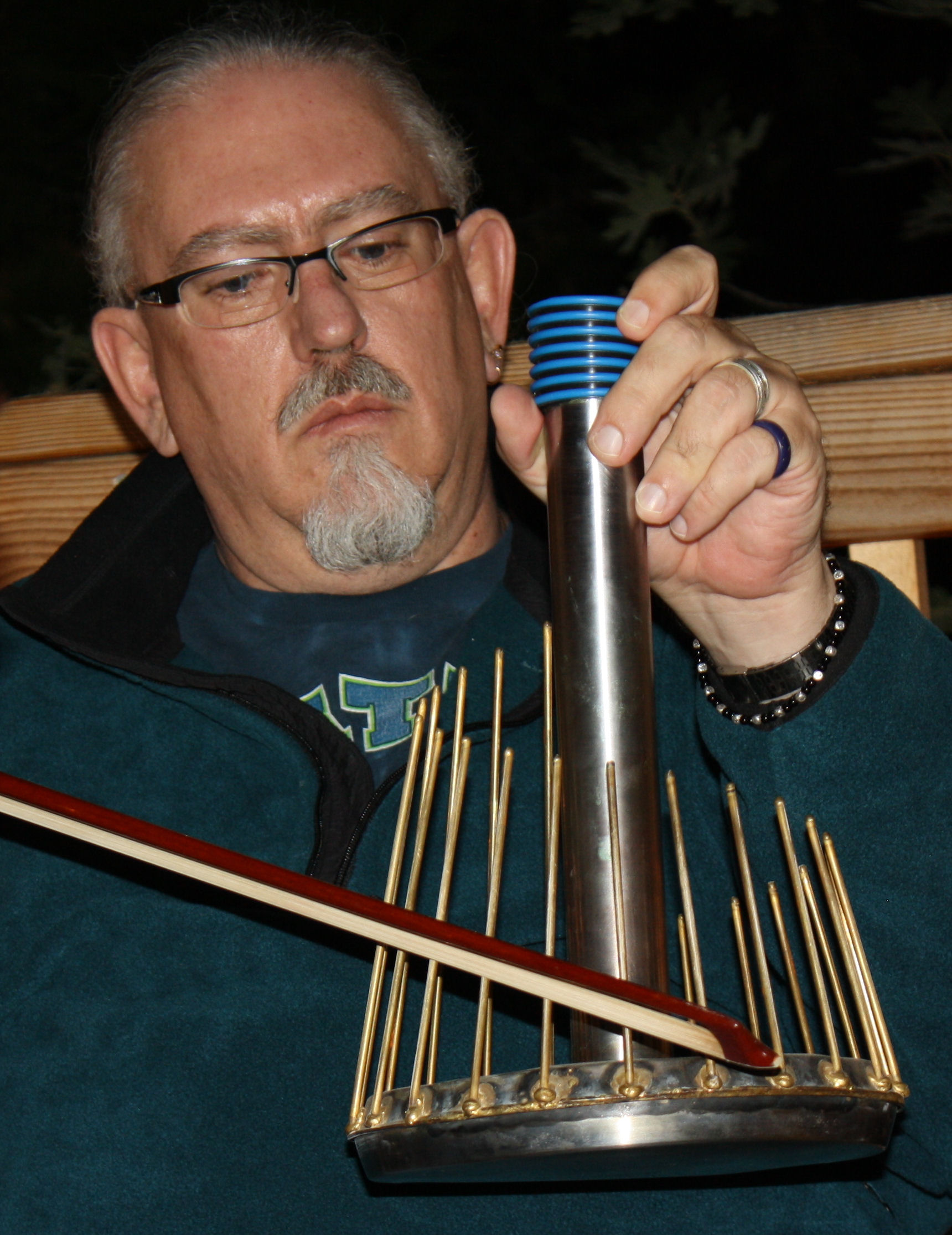
Гра на вотерфоні смичком

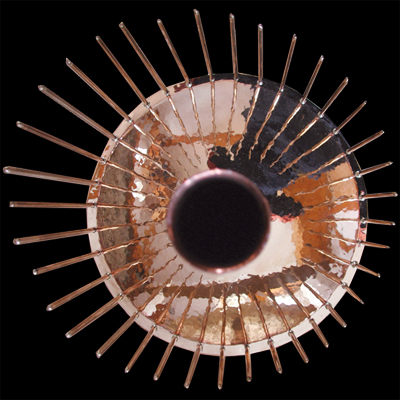
Вотерфон вид згори

Вотерфон — музичний інструмент з родини фрикційних ідіофонів. Складається з чаші-резонатора, виготовленої з нержавіючої сталі, і бронзових стрижнів різної довжини, розміщених вздовж її краю. Всередину чаші наливається вода. Звуки добуваються смичком, постукуванням прутів, гумовим молоточком. Звучання інструменту може змінюватися завдяки руху води всередині. Конструкція інструменту дозволяє створювати монолітний багатотональний низький звук. Вотерфон має урочисте, «неземне» звучання. Віддалено нагадує пісні китів.
Інструмент винайшов і запатентував Річард Вотерс близько 1968 року. Вотерфон використовується у творах деяких композиторів і в саундтреках декількох фільмів: Впусти мене, Полтергейст, Матриця.